# Американская история ужасов: Фрик-шоу
«Америка́нская исто́рия у́жасов: Фрик-шоу» (англ. American Horror Story: Freak Show, другие названия: «Цирк уро́дов», «Шо́у уро́дов») — четвёртый сезон и приквел второго сезона по хронологии телесериала «Американская история ужасов», транслировавшийся на канале FX с 8 октября 2014 по 21 января 2015 года.

## Описание
Четвёртый сезон начинает своё повествование в тихом, спокойном пригороде Джупитера, штат Флорида. Действие происходит в 1952 году. В город прибывает группа диковинных актёров, по совпадению, одновременно с какой-то тёмной сущностью, которая терроризирует как жителей города, так и самих фриков. Это история актёров и их отчаянных попыток выжить среди умирающего в Америке искусства бродячего цирка. 

## В ролях

### Основной состав
- Сара Полсон — Бетт и Дот Тэттлер — сиамские близнецы
- Эван Питерс — Джимми Дарлинг — человек-лобстер
- Майкл Чиклис — Венделл дель Толедо — силач
- Фрэнсис Конрой — Глория Мотт
- Денис О’Хэр — Стэнли
- Эмма Робертс — Мэгги / Эсмеральда — гадалка-мошенница
- Финн Уиттрок — Дэнди Мотт
- Анджела Бассетт — Дезире Дюпри — трёхгрудая женщина
- Кэти Бейтс — Этель Дарлинг — бородатая женщина
- Джессика Лэнг — Эльза Марс — хозяйка шоу уродов

### Специально приглашённые актёры
- Уэс Бентли — Эдвард Мордрейк
- Селия Уэстон — Лилиан Хэммингс
- Габури Сидибе — Реджина Росс
- Мэтт Бомер — Энди
- Дэнни Хьюстон — Массимо Дольчефино
- Лили Рэйб — сестра Мэри Юнис Макки
- Нил Патрик Харрис — Честер Крэб

### Второстепенный состав
- Мэт Фрэйзер — Пол
- Грейс Гаммер — Пенни — медсестра, девочка-ящерица
- Джоти Амджи — Ма Пети
- Крисси Метц — Барбара / Има Уигглз
- Малкольм-Джамал Уорнер — Энгус Т. Джефферсон
- Анджела Сарафян — Элис
- Эрика Ирвин — Амазонка Ив
- Роуз Сиггинс — Сюзи
- Кристофер Нейман — Солти
- Дрю Рин Варик — Тулуз
- П.Дж. Маршалл — детектив Колкитт

### Приглашённые актёры
- Джон Кэрролл Линч — Клоун Твисти
- Наоми Гроссман — Пеппер
- Скайлер Сэмюэлс — Бонни Липтон
- Патти Лабелль — Дора
- Ли Тергесен — Винс
- Джейми Брюэр — Марджори
- Мэр Уиннингэм — Рита Гейхарт
- Мэттью Глэйв — Ларри Гейхарт
- Дэвид Бартка — Майкл Бек
- Хезер Лэнгенкэмп — Тулуз (женщина)
- Мэйджор Додсон — Кори Бакман
- Бен Вулф — Мип
- Джерри Леджио — доктор Бонэм
- Далтон Э. Грей — Майк
- Шона Рапполд — Люси Креб
- Кэти Дитч — молодая Этель
- Эдвард Гелхаус — молодой Делл
- Джон Кромвелл — молодой Артур Арден

## Список эпизодов
| № общий | № в сезоне | Название                                                   | Режиссёр             | Автор сценария            | Дата премьеры   | Произв. код | Зрители США (млн) |
| --- | ---------- | ---------------------------------------------------------- | -------------------- | ------------------------- | --------------- | ----------- | ----------------- |
| 39 | 1          | «Монстры среди нас» «Monsters Among Us»                    | Райан Мёрфи          | Райан Мерфи и Брэд Фэлчак | 8 октября 2014  | 4ATS01      | 6,13              |
| Один из последних оставшихся цирков пытается держаться на плаву, но его вытесняет телевидение. Но то, что полиция находит на одной из ферм, может стать шансом перерождения для цирка или обречёт его на окончательный провал. |            |                                                            |                      |                           |                 |             |                   |
| 40 | 2          | «Убийства и представления» «Massacres and Matinees»        | Альфонсо Гомес-Рехон | Тим Майнир                | 15 октября 2014 | 4ATS02      | 4,53              |
| Цирк уродов находится под угрозой закрытия. Силач из прошлого Эсель прибывает на территорию цирка. Глория организовывает ужасающую встречу для Дэнди. Близнецы Тэттлер открывают в себе талант, который затмит даже Эльзу.     |            |                                                            |                      |                           |                 |             |                   |
| 41 | 3          | «Эдвард Мордрейк (Часть 1)» «Edward Mordrake (Part 1)»     | Майкл Аппендал       | Джеймс Вонг               | 22 октября 2014 | 4ATS03      | 4,44              |
| Фрики отказываются выступать на Хэллоуин — для циркачей это плохая примета. Джимми соблазнён девушкой, которая утверждает, что она ясновидящая. Эсель приносит новости, которые изменят всё.                                   |            |                                                            |                      |                           |                 |             |                   |
| 42 | 4          | «Эдвард Мордрейк (Часть 2)» «Edward Mordrake (Part 2)»     | Ховард Дойч          | Дженнифер Солт            | 29 октября 2014 | 4ATS04      | 4,51              |
| Эдвард Мордрейк продолжает поиски фрика, который мог бы присоединиться к кругу его призраков. Эльза рассказывает жуткую историю о своём прошлом в Германии. Джимми и Мэгги встречаются с клоуном.                              |            |                                                            |                      |                           |                 |             |                   |
| 43 | 5          | «Розовые кексы» «Pink Cupcakes»                            | Майкл Аппендаль      | Джессика Шарзер           | 5 ноября 2014   | 4ATS05      | 4,22              |
| Стэнли и Мэгги придумывают план, как убить фриков. Глория прячет свидетельства ужасного нового хобби Денди. Оказывается, что Дезире не такая странная, как все думали.                                                         |            |                                                            |                      |                           |                 |             |                   |
| 44 | 6          | «Яблочко» «Bullseye»                                       | Ховард Дойч          | Джон Дж. Грей             | 12 ноября 2014  | 4ATS06      | 3,65              |
| У Эльзы появляется страшный новый план. Стэнли давит на Мэгги и заставляет её убить Джимми. У Пола начинается секретный роман.                                                                                                 |            |                                                            |                      |                           |                 |             |                   |
| 45 | 7          | «Проба сил» «Test of Strength»                             | Энтони Хемингуэй     | Кристал Лью               | 19 ноября 2014  | 4ATS07      | 3,91              |
| После очередного акта насилия Делла женщины фрик-шоу объединяются против него. Тем временем, странная встреча с Денди увеличивает подозрения Джимми насчет убийств клоуна.                                                     |            |                                                            |                      |                           |                 |             |                   |
| 46 | 8          | «Кровавая баня» «Blood Bath»                               | Брэдли Букер         | Райан Мёрфи               | 3 декабря 2014  | 4ATS08      | 3,30              |
| Последние исчезновения, произошедшие неподалёку от лагеря, заставляют Этель подозревать Эльзу. Глория делает последнюю отчаянную попытку сдержать жажду крови Денди.                                                           |            |                                                            |                      |                           |                 |             |                   |
| 47 | 9          | «Резня на вечеринке Таппервэр» «Tupperware Party Massacre» | Лони Перистер        | Брэд Фэлчак               | 10 декабря 2014 | 4ATS09      | 3,07              |
| После трагической потери Джимми пытается заглушить свою боль выпивкой. Мэгги заставляет Денди действовать. Стенли и Эльза выслеживают близняшек.                                                                               |            |                                                            |                      |                           |                 |             |                   |
| 48 | 10         | «Сироты» «Orphans»                                         | Брэдли Букер         | Джеймс Вонг               | 17 декабря 2014 | 4ATS10      | 2,99              |
| Смерть фрика вызывает перелом в психике Пеппер. Эльза раскрывает истинную историю фрик-шоу. Дезире начинает подозревать Мэгги в чём-то неладном.                                                                               |            |                                                            |                      |                           |                 |             |                   |
| 49 | 11         | «Магическое мышление» «Magical Thinking»                   | Майкл Гой            | Дженнифер Солт            | 7 января 2015   | 4ATS11      | 3,11              |
| Эльза готовится к переезду в Голливуд. Близнецы влюбляются в нового владельца. Делл планирует побег Джимми. |            |                                                            |                      |                           |                 |             |                   |
| 50 | 12         | «Шоу талантов» «Show Stoppers»                             | Лони Перистер        | Джессика Шарзер           | 14 января 2015  | 4ATS12      | 2,93              |
| Дэнди доносит близнецам пугающие новости о Честере. Мэгги клянётся, что докажет свою преданность Джимми. Фрики придумывают свой жесткий кодекс чести.                                                                          |            |                                                            |                      |                           |                 |             |                   |
| 51 | 13         | «Выход на поклон» «Curtain Call»                           | Брэдли Букер         | Джон Дж. Грей             | 21 января 2015  | 4ATS13      | 3,27              |
| Фрики бунтуют против нового начальства. Дэнди готовится к своему первому выступлению. Эльза приезжает в Тинселтаун. |            |                                                            |                      |                           |                 |             |                   |